# Жалтыр (озеро, Атырауская область)
Жалтыр — пересыхающее солёное озеро в Атырауской области Казахстана, в дельте реки Урал. Площадь 93 км², длина 13,4 км, ширина 8,3 км. Котловина сложной формы. Берега суглинистые, пологие. Питание на счет весеннего снеготаяния через впадающую в это время реку Багырлай. Озеро замерзает в декабре-марте. Вода солоноватая (солёная в июле-августе), используется для орошения пастбищ.